# Малабатрум
Малабатрум, або Сільська кориця (Cinnamomum malabatrum) — невелике вічнозелене дерево 10-15 м заввишки, яке належить до родини лаврових (Lauraceae), росте в Південній Індії. Назва рослини походить від санскритського tamālapattram (तमालपत्त्रम्), дослівно — «листя темного дерева».
Листя малабатруму мають характерний запах і використовуються для кулінарних та лікувальних цілей. З II ст. постачалися до Римської імперії як вишукані індійські прянощі. Як спеції були відомі і в середньовічній Європі.
Кора малабатруму також іноді використовується як приправа, замінник кориці, але за якістю поступається і самій кориці, і касії.